# Північний Рейн
Після Другої світової війни провінція Північний Рейн (також Провінція Північний Рейн, скорочено латиною NRP) — короткочасна адміністративна одиниця на території британської окупаційної зони Німеччини, яка виникла з північної частини Рейнської провінції.
Північний Рейн утворений 20 червня 1945 року на основі Берлінської декларації та визначення зон окупації головних держав-переможниць у Другій світовій війні з адміністративних округів Ахен, Дюссельдорф і Кельн у прусській Рейнської провінції. Південна частина провінції Рейн, що складається з адміністративних округів Кобленц і Трір, 5 червня 1945 року стала частиною французької окупаційної зони. Таким чином, поділ Рейнської області, яка була об'єднана під прусською короною на Віденському конгресі в 1815 році, на території з різними урядами та адміністраціями — з літа 1946 року на землі Північний Рейн-Вестфалія та Рейнланд-Пфальц. заздалегідь визначені. Провінція Північний Рейн проіснувала до 20 жовтня 1946 року. У цей день у серпні 1946 року новосформований уряд Північного Рейну-Вестфалії за вказівкою британських окупаційних сил скасував Вищі президентства Північного Рейну та Вестфалії.
Виконавчий комітет спочатку знаходився в Бонні, а з жовтня 1945 року в Дюссельдорфі (Landeshaus Düsseldorf). Старшими президентами були Йоганнес Фукс (у центрі, з 4 липня по жовтень 1945 р.) і пізніший федеральний міністр внутрішніх справ Роберт Лер (ХДС, жовтень 1945 р. — серпень 1946 р.). Вони підпорядковувалися професійним інструкціям Джона Ешворта Барракла, британського військового губернатора провінції Північний Рейн. З 14 грудня 1945 року провінція Північний Рейн-Вестфалія мала Провінційну раду як дорадчий орган, який складався з призначених представників політичних партій і громадського життя.
Деякі з провінційних завдань і засобів (наприклад, державні клініки) згодом стала відповідальністю Регіональної асоціації.